# Muela de San Juan

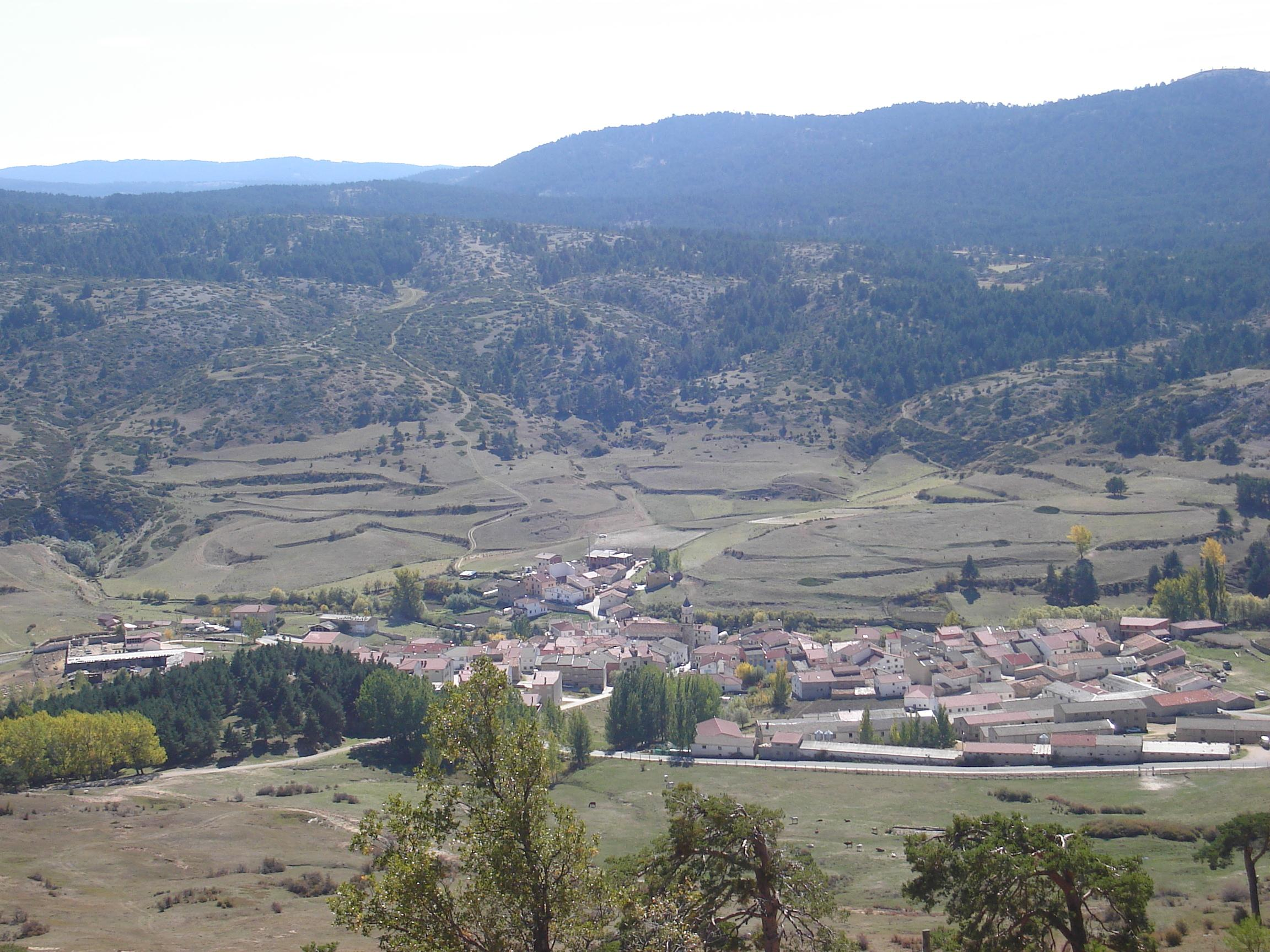
Guadalaviar met de Muela de San Juan op de achtergrond

De Muela de San Juan is een berg in de Sierra de Albarracín ten Oosten van Madrid. Het hoogste punt is 1.841 meter.

## Beschrijving
Het berggebied ligt tussen Griegos en Guadalaviar in de Spaanse provincie Teruel in de regio Aragón. In het gebied zijn enkele rivieren ontstaan zoals de Rio Jucár, die door het meer van Alarcón stroomt, en de Taag, die bij Lissabon in de Atlantische Oceaan uitmondt.